# 韋公肅
韦公肅（?—?），唐朝京兆万年人。逍遙公韦敻的八世孙，隋朝仪同观城公韦约七世孙，殿中侍御史韦誡奢的孙子，兵部郎中韦晊的儿子。
元和初年，韦公肃为太常博士兼脩撰。元和五年（810年），唐宪宗下诏以来年正月耕籍田，让韦公肃草具仪典，韦公肃上言：“籍田礼久废，有司无可考。”于是据《礼经》，参采开元、乾元旧例，在先农坛籍田，受到好评。太子少傅判太常卿事郑余庆家庙有两位祖母，对是否合祭有疑虑，咨询有司。韦公肃认为自秦朝以来有再娶的制度，前娶后继，都是嫡妻，两位合祭没有关系。晋南昌府君庙有荀、薛两氏，景帝庙有夏侯、羊两氏，唐家睿宗室则昭成、肃明二后，故太师颜真卿祖室有殷、柳两氏。之前唐睿宗在祥月，太常奏请朔望废朝，尚食进献果蔬，停止音乐。其他日子在便殿，安排供奉仪仗。中书、门下官可以侍从，其他人不是奏事不能谒见。后习以为常。韦公肃认为《礼》，忌日不奏乐，没有忌月。请求皇帝纠正此事。元和六年（811年）七月，唐宪宗命令崔邠、段平仲与当时礼官王泾、韦公肃等同议左右仆射、御史中丞、吏部侍郎的礼仪。元和十一年（816年），秘书郎、脩撰韦公肃又集录开元以后关于礼的文献，损益为《礼阁新仪》三十卷。宝历二年（826年）五月初四，秘书省著作郎韦公肃注唐太宗所撰《帝范》十二篇进献，唐敬宗特赐锦彩百匹。后来韦公肃去世。